# Aloe leedalii
Aloe leedalii är en grästrädsväxtart som beskrevs av Susan Carter. Aloe leedalii ingår i släktet Aloe och familjen grästrädsväxter. IUCN kategoriserar arten globalt som livskraftig. Inga underarter finns listade i Catalogue of Life.